# 戴賓
戴賓（1434年—？），字邦彥，湖廣荊州府江陵縣人，明朝政治人物。進士出身。

## 生平
湖廣鄉試第三十名。天順八年（1464年）甲申科會試第一百三十四名，殿試登進士第三甲第九十一名。

## 家族
曾祖戴文旺。祖父戴添壽。父亲戴興榮。